# Конари (Іновроцлавський повіт)
Конари (пол. Konary) — село в Польщі, у гміні Домброва-Біскупія Іновроцлавського повіту Куявсько-Поморського воєводства.
Населення — 144 особи (2011).
У 1975-1998 роках село належало до Бидгощського воєводства.

## Демографія
Демографічна структура станом на 31 березня 2011 року:
|          | Загалом | Допрацездатний вік | Працездатний вік | Постпрацездатний вік |
| -------- | ------- | ------------------ | ---------------- | -------------------- |
| Чоловіки | 72      | 20                 | 45               | 7                    |
| Жінки    | 72      | 10                 | 44               | 18                   |
| Разом    | 144     | 30                 | 89               | 25                   |